# Saint-Gildas-des-Bois
Saint-Gildas-des-Bois je naselje in občina v zahodnem francoskem departmaju Loire-Atlantique regije Loire. Leta 2010 je naselje imelo 3.454 prebivalcev.

## Geografija
Kraj leži v pokrajini Bretoniji 56 km severozahodno od Nantesa.

## Uprava
Saint-Gildas-des-Bois je sedež istoimenskega kantona, v katerega so poleg njegove vključene še občine Drefféac, Guenrouet, Missillac in Sévérac s 14.704 prebivalci (v letu 2010).
Kanton Saint-Gildas-des-Bois je sestavni del okrožja Saint-Nazaire.

## Zanimivosti
- nekdanja benediktinska opatija z romansko cerkvijo sv. Gildasa modrega, ustanovljena v začetku 12. stoletja, francoski zgodovinski spomenik od leta 2003,
- graščina Château de la Barillette.

## Promet
- železniška postaja Gare de Saint-Gildas-des-Bois ob progi Savenay - Landerneau;